# محبوب (فیلم ۱۹۹۱)
محبوب (انگلیسی: Saajan) یا یار فیلم هندی درام رمانتیک به کارگردانی لورانس دسوزا و با بازی سانجی دات، مدوری دیکشیت و سلمان خان است.

## داستان
راجیو ورما(قادرخان) تاجر ثروتمند به همراه همسرش کملا(ریما لاگو) و پسر کوچکش آکاش، زندگی بسیار خوبی دارند. آکاش با پسر یتیم و معلولی به نام آمان دوست میشود و والدین آکاش آمان را به فرزند خواندگی میپذیرند. 
28 سال بعد: 
آکاش و آمان هردو تبدیل به جوانان برومندی شده اند اما با وجود رابطه خوبشان با هم اختلاف نظر بسیاری دارند. آکاش (سلمان خان) پسری بی پرواست که در زندگی خود هیچ کاری نمیکند و تنها سرگرمی اش قرارگذاشتن با دختران زیبا و ثروتمند است. اما آمان(سانجی دات) جدی تراست ، به کودکان یتیم کمک میکند و شعر میگوید. آمان از ترس اینکه مبادا خانواده اش متوجه شوند که او شاعر است، تمام اشعارش را با نام مستعار "ساگَر" (اقیانوس) چاپ میکند  و به لطف چاپ کتاب هایش میلیون ها طرفدار پیدا میکند. یکی از طرفداران او دختر زیبایی به نام پوجا(مدوری دیکشیت) است که خواننده است و در کتابفروشی کار میکند. پوجا و آمان از طریق نامه نگاری با هم آشنا میشوند و پوجا هم مرتب برای آمان هدیه های مختلف ارسال می کند  و در یکی از نامه ها با او میگوید که دوست دارد یک عکس از شاعرش داشته باشد آمان از فرستادن عکسش برای پوجا امتنا میکند. به زودی برای ماموریت کاری به شهر اوتی میرود ، آمان از طریق نامه های پوجا متوجه میشود که او هم در همین شهر سکونت دارد پس به دیدن پوجا می رود و دلباخته اش میشود. پوجا که تا به حال عکسی از ساگر دریافت نکرده متوجه هویت اصلی آمان نمیشود اما با این حال این دو با هم صمیمی میشوند. آمان درمیابد که پوجا تنها به او به چشم یک دوست معمولی نگاه میکند، پس عشقش را هم به همراه هویتش مخفی میکند.
آکاش در سفری که به اوتی دارد پوجا را ملاقات میکند و دلباخته اش میشود، به آمان اعتراف میکند که پوجا را دوست دارد. آمان متوجه میشود که او و آکاش در واقع هردو یک دختر را دوست دارند، از این مسئله شوکه میشود اما به یاد میاورد که اگر محبت آکاش و والدینش نبود آمان هنوز هم یک بچه ی یتیم بود. پس به خاطر لطف اکاش عشقش را قربانی میکند و به آکاش میگوید که پوجا عاشق شاعری به نام ساگر است و آکاش برای اینکه عشق پوجا را به دست آورد میتواند خود را ساگر معرفی کند. آکاش ناگزیر میپذیرد و خود را ساگر معرفی میکند، آکاش و پوجا رابطه خود را آغاز میکنند و مراسم نامزدی آن ها برگزار میشود اما آکاش از اینکه تمام مدت نقش باید نقش ساگر را بازی کند خسته شده و نمیتواند بیش از این هویت خود را جعل کند. به زودی آکاش متوجه میشود ساگری که هویتش را دزدیده کسی نیست جز آمان ، پوجا هم تنها عاشق ساگر است و آمان هم پنهانی پوجا را دوست دارد.
پس به پوجا اعتراف میکند که ساگر واقعی نیست و برای بدست آوردن عشقش مجبور به جعل هویت شده است، سپس هویت واقعی آمان را فاش میکند و پوجا بعد از مدتها متوجه می شود ساگری که تمام مدت برایش شعر می نوشته آمان است و چون آمان معلول است از افشای هویتش ترسیده است. پوجا ناراحت میشود و برای مدتی خود را از آمان و آکاش دور میکند. به زودی مقدمات عروسی آکاش و پوجا فراهم میشود اما پوجا و آکاش هردو از قبول این ازدواج تردید دارند. آکاش بالاخره تصمیم میگیرد که عشق خود را فدای دوستی شان کند، دست پوجا را در دست آمان میگذارد و این دو عاشق را به هم می رساند.

## بازیگران
- سانجی دات در نقش آمان ورما(ساگر)
- سلمان خان در نقش آکاش ورما
- مادهوری دیکشیت در نقش پوجا ساکسنا
- قادر خان در نقش راجیو ورما
- ریما لاگو در نقش کملا ورما